# Stadio Centrale (Žytomyr)
Lo stadio Centrale (uk. Центральний cтадіон) è un impianto polivalente situato a Žytomyr. Lo stadio viene usato principalmente per le gare casalinghe del Polіssja Žytomyr. L'impianto nel corso degli anni è riuscito a ospitare fino a 21 928 spettatori. In seguito alla demolizione di alcune tribune non agibili la capacità è scesa a 5 928 posti.

## Storia
Fu inaugurato nel 1951 con il nome di Stadio Dynamo.
Nel 2005 la proprietà passa alla città di Žytomyr e lo stadio è stato rinominato in Stadio Centrale.
Nel 2025, ha ospitato la finale di Kubok Ukraïny 2024-2025 tra Šachtar e Dinamo Kiev.